# Otto von Guericke
Otto von Guericke (izvirno črkovano Gericke), nemški naravoslovec, fizik, pravnik, izumitelj in politik, * 30. november (20. november, julijanski koledar) 1602, Magdeburg, Nemčija, † 21. maj (11. maj) 1686, Hamburg, Nemčija

## Življenje in delo
Guericke je bil od leta 1646 do 1676 magdeburški župan.
V tem času je raziskoval vakuum in zračni tlak. Leta 1650 je iznašel vakuumsko črpalko. 
Leta 1654 je pokazal svoj poskus z vodnim manometrom državnemu zboru v Regensburgu.
Izdelal je magdeburški polkrogli, kateri je s 16. pari konji pokazal državnemu zboru leta 1657 in ponovno s 24. konji leta 1663 v Berlinu.
Izdelal je prvi elektrostatski generator.

## Priznanja

### Poimenovanja
Po njem se imenuje Univerza v Magdeburgu (Otto-von-Guericke-Universität). Po njem so imenovali udarni krater Guericke na Luni.